# Pterobryon arbuscula
Pterobryon arbuscula är en bladmossart som beskrevs av Mitten 1891. Pterobryon arbuscula ingår i släktet Pterobryon och familjen Pterobryaceae. Inga underarter finns listade i Catalogue of Life.